# Eucalliax mcilhennyi
Eucalliax mcilhennyi är en kräftdjursart som beskrevs av Felder och Manning 1994. Eucalliax mcilhennyi ingår i släktet Eucalliax och familjen Callianassidae. Inga underarter finns listade i Catalogue of Life.